# Pitlochry
Pitlochry (in gaelico scozzese Baile Chloichridh) è una popolare località di villeggiatura di 2 776, situata nelle Highlands centrali, nel nord della Scozia, bagnata dal fiume Tummel ed appartenente dal punto di vista amministrativo alla regione di Perth e Kinross e alla contea di Tayside.
Venne definita dalla regina Vittoria (1819 – 1901), che la visitò nel 1842, "una delle più eleganti località di villeggiatura d'Europa", circostanza che fece aumentare la popolarità del luogo.

## Storia
La gran parte dell'abitato si deve all'Età Vittoriana, ma le aree denominate Moulin e  Port-na-craig sono molto più antiche.

## Amministrazione

### Gemellaggi
- Confolens
- Glen Innes